# 청룡초등학교 고대분교
청룡초등학교 고대분교는 대한민국 충청남도 보령시에 있었던 공립 초등학교이다.

## 학교 연혁
- 1951년 9월 1일: 개교
- 2018년 2월 28일: 폐교

## 참고 자료
- 청룡초등학교고대분교장 - 한국교육학술정보원 학교알리미